# 생약
생약은 수집과 건조 과정만 들어간 천연 물질을 포함하는 채소약이나 동물약이다. 여기서 천연 물질이란 분자구조적으로 인공적 변화를 거치지 않은 자연에서 난 물질을 말한다. 결명, 기나나무 등이 있으며 인간과 동물에 질병을 치유하기 위해 내외복용으로 의료 목적으로 사용된다.

## 같이 보기
- 중의학
- 한약